# Anthony de Saram
Anthony de Saram (* 10. Mai 1915 in Kochchikade; † 28. Februar 1982) war ein sri-lankischer römisch-katholischer Geistlicher und Bischof von Galle.

## Leben
Anthony de Saram empfing am 25. März 1941 das Sakrament der Priesterweihe für das Erzbistum Colombo.
Am 27. Dezember 1962 ernannte ihn Papst Johannes XXIII. zum Titularbischof von Tacapae und zum Weihbischof in Colombo. Der Erzbischof von Colombo, Thomas Cooray OMI, spendete ihm am 25. März 1963 in der Kathedrale St. Lucia in Colombo die Bischofsweihe; Mitkonsekratoren waren der Bischof von Chilaw, Edmund Peiris OMI, und der Bischof von Kandy, Leo Nanayakkara OSB.
Papst Paul VI. bestellte ihn am 22. März 1965 zum Bischof von Galle. Anthony de Saram nahm an der vierten Sitzungsperiode des Zweiten Vatikanischen Konzils teil.